# Iugoslávia nos Jogos Olímpicos de Inverno de 1936
Iugoslávia participou dos Jogos Olímpicos de Inverno de 1936, realizados em Garmisch-Partenkirchen, na Alemanha. 
Foi a terceira aparição do país nos Jogos Olímpicos de Inverno, onde foi representado por 17 atletas, todos eles homens, que competiram em quatro esportes.

## Competidores
Esta foi a participação por modalidade nesta edição:
| Esporte             | Masculino | Feminino | Total |
| ------------------- | --------- | -------- | ----- |
| Combinado nórdico   | 4         | 0        | 4     |
| Esqui alpino        | 4         | 0        | 4     |
| Esqui cross-country | 6         | 0        | 6     |
| Salto de esqui      | 4         | 0        | 4     |
| Total               | 17        | 0        | 17    |

## Desempenho

### Combinado nórdico
Masculino
| Atleta        | Evento     | Cross-country | Cross-country | Cross-country | Salto de esqui | Salto de esqui | Salto de esqui | Salto de esqui | Total  | Total | Ref.  |
| Atleta        | Evento     | Tempo         | Pontos        | Pos.          | Distância 1    | Distância 2    | Total pontos   | Pos.           | Pontos | Pos.  | Ref.  |
| ------------- | ---------- | ------------- | ------------- | ------------- | -------------- | -------------- | -------------- | -------------- | ------ | ----- | ----- |
| Rado Istenič  | Individual | DNF           | DNF           | DNF           | –              | –              | –              | –              | DNF    | DNF   | [ 4 ] |
| Leon Bebler   | Individual | 1:34:25       | 139.2         | 43º           | 41.0           | 42.0           | 177.5          | 32º            | 316.7  | 38º   | [ 4 ] |
| Albin Jakopič | Individual | 1:30:02       | 160.8         | 32º           | 37.5           | 42.0           | 166.9          | 39º            | 327.7  | 36º   | [ 4 ] |
| Tone Dečman   | Individual | 1:29:44       | 162.3         | 30º           | 41.0           | 42.5           | 169.1          | 38º            | 331.4  | 34º   | [ 4 ] |

### Esqui alpino
Masculino
| Atleta       | Evento    | Downhill | Downhill | Slalom  | Slalom  | Slalom | Total  | Total | Ref.  |
| Atleta       | Evento    | Tempo    | Pos.     | Tempo 1 | Tempo 2 | Pos.   | Pontos | Pos.  | Ref.  |
| ------------ | --------- | -------- | -------- | ------- | ------- | ------ | ------ | ----- | ----- |
| Ciril Praček | Combinado | 5:39.4   | 16º      | 1:34.4  | 1:32.6  | 17º    | 81,54  | 15º   | [ 5 ] |
| Franci Čop   | Combinado | 6:13.6   | 31º      | 1:38.5  | 1:37.4  | 22º    | 75,88  | 25º   | [ 5 ] |
| Emil Žnidar  | Combinado | 8:02.2   | 50º      | 1:50.7  | 1:58.1  | 31º    | 61,84  | 33º   | [ 5 ] |
| Hubert Hajm  | Combinado | DNF      | DNF      | –       | –       | –      | DNF    | DNF   | [ 5 ] |

### Esqui cross-country
Masculino
| Atleta                                               | Evento              | Tempo   | Pos. | Ref.  |
| ---------------------------------------------------- | ------------------- | ------- | ---- | ----- |
| Alojz Klančnik                                       | 18 km               | 1:23:18 | 23º  | [ 6 ] |
| Franc Smolej                                         | 18 km               | 1:24:03 | 25º  | [ 6 ] |
| Avgust Jakopič                                       | 18 km               | 1:26:48 | 38º  | [ 6 ] |
| Leon Knap                                            | 18 km               | 1:28:31 | 44º  | [ 6 ] |
| Franc Smolej                                         | 50 km               | 3:47:40 | 10º  | [ 7 ] |
| Lovro Žemva                                          | 50 km               | 3:59:13 | 20º  | [ 7 ] |
| Leon Knap                                            | 50 km               | 3:59:17 | 21º  | [ 7 ] |
| Lado Sencar                                          | 50 km               | 4:20:20 | 31º  | [ 7 ] |
| Leon Knap Avgust Jakopič Alojz Klančnik Franc Smolej | Revezamento 4x10 km | 3:04:38 | 10º  | [ 8 ] |

### Salto de esqui
Masculino
| Atleta         | Evento      | Salto 1   | Salto 1 | Salto 1 | Salto 2   | Salto 2 | Salto 2 | Total  | Total | Ref.  |
| Atleta         | Evento      | Distância | Pontos  | Pos.    | Distância | Pontos  | Pos.    | Pontos | Pos.  | Ref.  |
| -------------- | ----------- | --------- | ------- | ------- | --------- | ------- | ------- | ------ | ----- | ----- |
| Albin Jakopič  | Pista longa | 52.0      | 78.0    | 45º     | 53.0      | 78.1    | 44º     | 156.1  | 44º   | [ 9 ] |
| Albin Novšak   | Pista longa | 54.0      | 86.0    | 43º     | 58.5      | 88.0    | 41º     | 174.0  | 41º   | [ 9 ] |
| Franc Pribošek | Pista longa | 59.0      | 87.8    | 39º     | 55.0      | 88.1    | 40º     | 175.9  | 39º   | [ 9 ] |
| Franc Palme    | Pista longa | 61.0      | 87.8    | 39º     | 55.0      | 81.1    | 43º     | 168.9  | 43º   | [ 9 ] |

Legenda
| Recorde mundial      | Recorde mundial (World record)               |                       | Recorde africano                      | Recorde africano (African) |                                           | Q | Classificado por posição (Qualified) |
| Recorde olímpico     | Recorde olímpico (Olympic record)            | Recorde da América    | Recorde da América (Americas)         | q                          | Classificado por melhor tempo (Qualified) |   |                                      |
| Melhor marca do ano  | Melhor marca do ano (World leading)          | Recorde asiático      | Recorde asiático (Asian)              | DNS                        | Não largou (Did not start)                |   |                                      |
| Recorde nacional     | Recorde nacional (National record)           | Recorde europeu       | Recorde europeu (European)            | DNF                        | Não terminou (Did not finish)             |   |                                      |
| Recorde pessoal      | Recorde pessoal do atleta (Personal best)    | Recorde da Oceania    | Recorde da Oceania (Oceania)          | DSQ / DQ                   | Desclassificado (Disqualified)            |   |                                      |
| Recorde da temporada | Recorde da temporada do atleta (Season best) | Recorde sul-americano | Recorde sul-americano (South America) | NM                         | Sem marca (No mark)                       |   |                                      |